# Fontigens
Fontigens là một chi ốc nước ngọt nhỏ, động vật thân mềm chân bụng có mài sống trong môi trường nước ngọt trong họ Hydrobiidae.

## Các loài
Các loài thuộc chi Fontigens bao gồm:
- Fontigens holsingeri
- Fontigens turritella